# 임사랑 (미스코리아)
임사랑(본명: 김사랑, 1992년 4월 20일~)은 대한민국의 배우, 미스코리아, 발레리나이다.

## 프로필
- 출생: 1992년 4월 20일
- 신체: 172cm, 49kg, A형
- 데뷔: 2017년 미스코리아 미 (美)
- 학력: 세종대학교 무용학과, 서울예술고등학교 무용과
- 수상: 2017년 제61회 미스코리아 선발대회 미 (美)

## 학력
- 서울예술고등학교 무용과 (졸업)
- 세종대학교 무용학과 (졸업)

## 출연작

### 드라마
- 2019년 KBS2 《단, 하나의 사랑》 - 수지 역
- 2021년 tvN 《나빌레라》 - 권봄 역
- 2024년 MBC 《친절한 선주씨》 - 진추아 역

### 영화
- 2019년 영화 한예종 영상원 전문사 《Cold Gold》 - 서연 역
- 2019년 영화 《독립단편 연기수업》

### 방송
- 2018년 JTBC 《이론상 완벽한 여자》
- 2018년 채널A 《나는 몸신이다》
- 2022년 채널A 《요즘 남자 라이프 - 신랑수업》